# Philip Johan von Strahlenberg

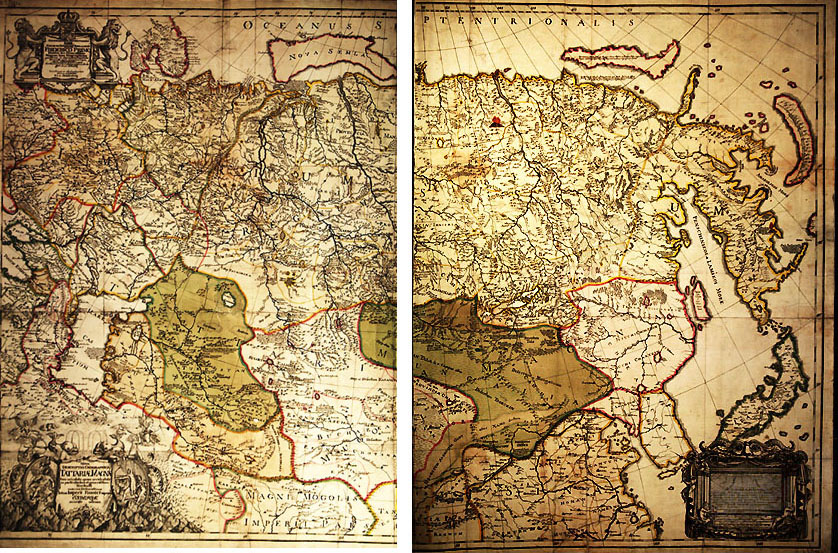
Carte de Russie, par Philipp Johan von Strahlenberg et Johan Anton von Matern, publiée à Paris en 1725.

Philip Johan von Strahlenberg (1676-1747) est un officier et un géographe suédois d'origine allemande, connu pour ses contributions à la connaissance géographique de la Russie.

## Biographie
Strahlenberg naquit à Stralsund, ville de la mer Baltique, qui appartenait alors à la Suède. Son nom était Philip Johan Tabbert. Il s'engagea dans l'armée suédoise en 1694 et s'éleva au grade de capitaine en 1703. Il fut anobli en 1707 et prit le nom de von Strahlenberg.
Lors de la Grande Guerre du Nord, il fut capturé par les forces russes à la bataille de Poltava, en 1709. Il fut envoyé comme prisonnier de guerre à Tobolsk, où il vécut de 1711 à 1721. Pendant cette période, il étudia la géographie de la Sibérie ainsi que les langues et les coutumes de ses populations. Après son retour à Stockholm, en 1730, il publia son livre La Russie, la Sibérie et la Grande Tartarie, contenant les résultats de ses études. Le livre fut bien accueilli et rapidement traduit en anglais, en français et en espagnol.
Pour ce livre, Strahlenberg et Johan Anton von Matern dessinèrent de nouvelles cartes de l'ensemble de la Russie, un formidable travail en soi. Strahlenberg proposa une frontière nette entre l'Europe et l'Asie à l'intérieur du territoire russe. Cette frontière suit les crêtes de l'Oural, puis la partie inférieure du fleuve Emba et la côte de la mer Caspienne, avant de passer par la dépression de Kouma-Manytch. Vassili Tatichtchev fit valoir que c'est à partir de la suggestion de Strahlenberg que cette idée fut adoptée.
Le livre de Strahlenberg traite longuement de la langue et des coutumes des Tatars, des Iakoutes, des Tchouvaches, des Tatars de Crimée, des Ouzbeks, des Bachkirs, des Kirghizes, des Tatars turkmènes et des Mongols. En écrivant sur les rituels chamaniques des peuples autochtones de Sibérie, il nota l'utilisation de l'Amanite tue-mouches (Amanita muscaria) dans leurs rituels.

### Cartographie
- Nova Descriptio Geographica Tattariae Magnae tam orientalis quam occidentalis in particularibus et generalibus territoriis una cum delineatione totius Imperii Russici imprimis Siberiae accurate ostensa / P.I. v. Strahlenberg ; P.J. Frisch sculpsit s.n.-1750 sur Gallica